# Alexandru Pelici
Alexandru Pelici (n. 10 ianuarie 1974, Timișoara, România) este un antrenor român de fotbal care antrenează echipa FC Argeș și fost fotbalist, care a jucat pe postul de fundaș.